# 尤爾基夫齊 (涅米羅夫區)
48°57′26″N 29°13′13″E / 48.95722°N 29.22028°E
尤爾基夫齊（烏克蘭語：Юрківці），是烏克蘭西南部的村莊，隸屬文尼察州的文尼察區。該村始建於1500年，面積3.34平方公里，海拔高度259米，2001年人口839，人口密度每平方公里251.2人。